# لی هو جه
لی هو جه (کره‌ای: 이호재؛ زادهٔ ۲ مه ۱۹۴۱) بازیگر اهل کره جنوبی است. لی حرفهٔ خود در تئاتر را در سال ۱۹۶۳ و با تئاتر موش‌ها و مردان آغاز کرد و از آن زمان تاکنون در تئاترها، فیلم‌ها و مجموعه‌های تلویزیونی کره‌ای ایفای نقش کرده‌است.

## فیلم‌شناسی
- گزیدهٔ فیلم‌شناسی
- دیروز (۲۰۰۲)
- متاسفم، دوستت دارم (۲۰۰۴)
- روزگار شاهزاده (۲۰۰۶)
- دانشمند شبگرد (۲۰۱۵)
- افسانه دریای آبی (۲۰۱۶)
- غریبه (۲۰۱۷)
- عشق یک کتاب پاداش است (۲۰۱۹)
- عطر (۲۰۱۹)
- افسانه نوکدو (۲۰۱۹)
- دهکده ساحلی چاچاچا (۲۰۲۱)

### ورایتی شو
| سال       | عنوان                                | عنوان                   | نقش         | شبکه    | منابع |
| سال       | فارسی                                | کره‌ای                   | نقش         | شبکه    | منابع |
| --------- | ------------------------------------ | ----------------------- | ----------- | ------- | ----- |
| ۱۹۹۹–۲۰۰۹ | کلینیک زوج‌های ازدواج کرده: عشق و جنگ | 부부클리닉: 사랑과 전쟁 | دستیار داور | کی‌بی‌اس۲ | [ ۳ ] |